# Krystyna Bełżyńska
Krystyna Bełżyńska z d. Krzyżaniak ps. „Krystyna” (ur. 1 września 1916 w Poznaniu, zm. we wrześniu 1944 w Warszawie) – uczestniczka walki o niepodległość Polski. 
Była córką Seweryna Krzyżaniaka (bankowiec) i Zofii z domu Powelskiej. Do wojny zamieszkiwała w Poznaniu, tam ukończyła Gimnazjum im. gen. Jana Zamojskiego i studiowała polonistykę na Uniwersytecie Poznańskim (studiów nie ukończyła). Wraz z mężem (socjologiem) i dwójką dzieci została jesienią 1939 roku wysiedlona z Poznania, zamieszkała w Nisku nad Sanem. W latach 1940–1941 jej mąż był więziony w Oświęcimiu, a po jego zwolnieniu z obozu rodzina zamieszkała w Stalowej Woli. Po wstąpieniu jej męża Stanisława Bełżyńskiego ps. „Kret” do oddziału Armii Krajowej w obwodzie „Niwa” (Nisko – Stalowa Wola) brała wraz z nim udział w niektórych akcjach partyzanckich. Po śmierci męża (18 maja 1944) wyjechała do Warszawy, tam jako strzelec była sanitariuszką w oddziale specjalnym por. Romana Kiźnego „Pola”, wchodzącego w skład kompanii Topolnicki por. Jana Misiurewicza w Kedywie KG AK. W powstaniu warszawskim, pełniąc funkcję łączniczki, przeszła szlak bojowy Zgrupowania „Radosław”; Wola, Stare Miasto – kanały – Śródmieście, Górny Czerniaków. Prawdopodobnie zginęła przy forsowaniu Wisły między 22 i 24 września 1944. Odznaczona Krzyżem Walecznych.
Mężatka, mąż Stanisław Bełżyński ps. „Kret” Oficer Dywersji Kedywu Armii Krajowej, poległ podczas likwidacji przez Gestapo oddziału Kedywu Armii Krajowej obwodu „Niwa” (Nisko – Stalowa Wola) mieszczącego się w Rozwadowie, dzisiejszej dzielnicy Stalowej Woli; Krystyna i Stanisław mieli dwie córki Magdę i Edytę, po śmierci rodziców zostały wychowane przez matkę Krystyny.